# Кофилин 1
Кофилин 1 (англ. Cofilin 1, n-cofilin, CFL1) — актин-связывающий белок, входящий в семейство ADF/Кофилин. Альтернативное название n-cofilin указывает на не-мышечную локализацию белка.
Делеция гена CFL1 летальна для эмбриона. Сообщается о том, что отключение экспрессии CFL1 у мышей на 10й эмбриональный день приводит к нарушению радиальной миграции, при этом в коре мозга обнаруживаются лишь первый и частично пятый слои.
Одна группа исследователей сообщает о том, что активация рилиновой сигнальной цепочки ведёт к фосфорилированию кофилина-1 по серину3, и это может играть роль в регулировке нейрональной миграции как при построении слоёв коры мозга, так и при взрослом нейрогенезе. Воздействие рилина на передние отростки радиально мигрирующих нейронов предположительно ведет к ser3-фосфорилированию кофилина-1, что останавливает процесс разборки F-актина, тем самым стабилизуя цитоскелет и останавливая миграцию.

## Клиническое значение
В одном исследовании отмечена ассоциация вариаций гена CFL1 с риском расщепления позвоночника.